# شاري الأوسط (إقليم)
إقليم شاري الأوسط هو واحد من 23 إقليم في تشاد، ويقع في جنوب البلاد. عاصمتها سارة. كانت المحافظة السابقة التي تحمل الاسم نفسه أكبر وضمت إقليم مندول الحديثة.
حسب التعداد التشادي لعام 2009، بلغ عدد سكان المنطقة 588.008 نسمة.

## جغرافية
يحد الإقليم إقليم قيرا من الشمال، وإقليم سلامات من الشرق وجمهورية إفريقيا الوسطى من الجنوب وإقليم مندول وإقليم تانجيلي وإقليم شاري باقرمي من الغرب، يوجد فيها منتزه ماندا الوطني كما تقع بحيرة إيرو، وهي فوهة بركانية، في الشمال الشرقي.